# Акклет
Акклет (каз. Ақкілет) — село в Аягозском районе Абайской области Казахстана. Входит в состав Акшатауского сельского округа. Код КАТО — 633443200.

## Население
В 1999 году население села составляло 258 человек (137 мужчин и 121 женщина). По данным переписи 2009 года, в селе проживало 159 человек (84 мужчины и 75 женщин).